# Paul Temple und der Fall Curzon
Paul Temple und der Fall Curzon ist ein achtteiliges Hörspiel aus der Paul-Temple-Reihe von Francis Durbridge, das der NWDR Köln im Jahre 1951 produzierte und in der Zeit vom 14. November 1951 bis 27. Februar 1952 erstmals ausstrahlte. Die gesamte Spieldauer beträgt 271 Minuten.

## Titel der einzelnen Folgen
1. Die Brüder Baxter
2. Willkommen in Dulworth Bay
3. Tom Doyle
4. Die Verabredung mit Miss Maxwell
5. Sie lernen Carl Walters kennen
6. Eine Nachricht für Charlie
7. Der entscheidende Faktor
8. Curzon

## Handlung
Als der Schriftsteller und Privatdetektiv Paul Temple und seine Frau Steve von einer Veranstaltung nach Hause kommen, werden sie bereits von Sir Graham Forbes und Inspektor Morgan von Scotland Yard erwartet, die die beiden um Mithilfe in einem mysteriösen Fall bitten.
In dem kleinen Fischerdorf Dulworth Bay sind die beiden Jungen Michael und Roger Baxter auf dem Heimweg von der Schule verschwunden. Als einzigen Hinweis fand Morgan auf einem Cricketschläger neben verschiedenen Autogrammen mit Druckbuchstaben den Namen Curzon angegeben. Aber niemand scheint diese Person zu kennen.
Noch am selben Abend erhält Temple den Anruf einer jungen Frau namens Diana Maxwell, die ihn um ein dringendes Gespräch in dieser Angelegenheit bittet, doch am Treffpunkt von einem Unbekannten erschossen wird. Dem Detektiv ist jedoch aufgefallen, dass es sich bei der getöteten Person nicht um Miss Maxwell handelt. John Draper, ein Freund der verschwundenen Brüder, berichtet, dass er kurz nach dem Verschwinden seiner Freunde, jemanden das Lied Lang, lang ist's her pfeifen hörte. Noch am selben Abend verschwindet auch Draper spurlos.
Gleich nach der Ankunft in Dulworth Bay entgehen die Temples nur knapp einem Anschlag. Diana Maxwell, die Nichte von Lord Westerby, bestreitet, Temple in London angerufen zu haben. Als das Ehepaar die Baxter-Villa aufsucht finden sie den schwer misshandelten Philip Baxter vor, der kurz darauf stirbt. Als plötzlich das Telefon klingelt, nimmt Temple den Hörer ab und stellt erstaunt fest, dass sich am anderen Ende der Leitung dessen verschwundener Sohn Michael meldet. Bei der anschließenden Vernehmung auf der örtlichen Polizeiwache stellt sich heraus, dass sich die beiden Jungen auf Wunsch von Philip Baxter bei dem befreundeten Fischer Tom Doyle befanden. Baxter, der sich nach Angaben Doyles durch Lord Westerby und einem Fremden namens Walters bedroht fühlte, wollte seine Söhne damit vor einer möglichen Entführung schützen. Michael schrieb den Namen Curzon auf den Schläger, nachdem er seinen Vater und einen Fremden bei einem Streitgespräch belauschte, bei dem dieser sagte: „Es hat keinen Zweck dumm zu sein, Baxter; Curzon pfeift und wir haben zu tanzen!“
Als Scotland Yard wenig später ein offenbar ertrunkenes Mädchen aus der Themse fischt, findet man bei der Routineuntersuchung in ihrer Wohnung den Brief eines gewissen Carl Walters, der ein oder zwei Vergnügungslokale besitzen soll.
Als die Temples zu Lord Westerby fahren, entgehen sie kurz vor dem Ziel nur knapp einem weiteren Mordanschlag. Bei einem erneuten Aufenthalt in der Baxter-Villa taucht überraschend der verschwundene John Draper bei ihnen auf, der sich aber an nichts mehr erinnern kann. Später, als der Junge nicht mehr im Hause ist, entdeckt Paul einen geheimen Safe und versucht, ihn zu öffnen. Steve bemerkt Brandgeruch, das Haus steht in Flammen. Die beiden können sich im letzten Moment in Sicherheit bringen. Vor dem Haus treffen sie auf Westerbys Sekretär Peter Marlow und Diana Maxwell, die zuvor die Feuerwehr verständigt haben. Unbemerkt von Marlow verabredet sich Diana mit den Temples für den kommenden Tag auf ihrer Yacht, die vor der Küste vor Anker liegt. Bei dem Zusammentreffen auf dem Boot wird Diana Maxwell durch einen Schuss verletzt, bevor sie Temple irgendetwas berichten kann.
Inspektor Morgan findet in Baxters Safe einen Terminkalender mit verschlüsselten Codes, die offenbar von entscheidender Bedeutung für den Fall sind. Ein gewisser Lou Kenzell, der im Auftrag von Carl Walters gehandelt haben will, versucht vergeblich, Paul Temple bei dessen Rückreise das Buch abzujagen. Ohne Wissen ihres Mannes setzt sich Steve unter falschem Namen mit Walters in Verbindung, der anscheinend eine wichtige Rolle spielt. Bevor er ihr Spiel durchschaut deutet er an, dass Miss Maxwell nicht die Nichte, sondern die Geliebte Westerbys sein könnte.
Als Temples Diener Charlie durch einen fingierten Anruf aus der Wohnung gelockt wird, durchsuchen Einbrecher die Wohnung, um nach dem Notizbuch zu suchen, welches sich aber im Yard befindet. Als die Temples und Charlie in die Wohnung zurückkehren, finden sie im Badezimmer den schwer verletzten Carl Walters. Kurz bevor er stirbt, sagt er noch: „Temple, Sie müssen verhindern, dass Curzon die Diamanten bekommt!“
Temple vermutet, dass die Sache mit einem Flugzeugabsturz, der sich vor wenigen Wochen in der Nähe von Dulworth Bay ereignete, in Zusammenhang stehen könnte. Auf der Passagierliste taucht der Name eines Franzosen namens René Dupree auf, über den die Polizei nichts in Erfahrung bringen konnte.
Noch am selben Abend erhält Temple in Anwesenheit von Sir Graham einen Anruf von Tom Doyle, der sich mit ihm am Trafalgar Square treffen will, weil er wichtige Informationen über Curzon habe. Doch das Ganze ist eine Falle. Als Temple und Forbes zum Treffpunkt eilen, wird ihr Streifenwagen abgedrängt und der Fahrer Dawson erschossen. Wie sich aber herausstellt, war Doyle nicht der Anrufer gewesen. Kenzell kann von Temple und Inspektor Vosper als Mörder von Walters und Dawson überführt werden.
Inzwischen ist sich Temple darüber im Klaren, dass der mysteriöse Franzose im abgestürzten Flugzeug ein Mitglied der Curzonbande war, der eine größere Anzahl von Diamanten ins Land schmuggeln wollte. Nach dem Absturz der Maschine suchte Curzon vergeblich nach den Diamanten, die dann aber Philip Baxter, ein untergeordnetes Mitglied der Organisation, fand und versteckte. In dem Terminkalender machte er verschlüsselte Angaben über das Versteck. Baxter versuchte nun Westerby, den er für Curzon oder zumindest für einen der führenden Leute hielt, mit den Diamanten unter Druck zu setzen. Um seine Söhne vor Gegenmaßnahmen Westerbys zu schützen, täuschte er mit Doyles Hilfe eine Entführung vor.
Nach einem Besuch bei Lord Westerby treffen Paul und Steve Dr. Stuart, der bei der Baxter-Villa den schwer verletzten Inspektor Morgan fand, der dort in dienstlichen Auftrag nach den Diamanten suchte. Bevor er stirbt, bestätigt Morgan Temples Verdacht über die wahre Identität Curzons.
Endlich gelingt es Paul Temple Diana Maxwell, die sich noch immer im Krankenhaus bei Dr. Stuart befindet, zum Sprechen zu bringen. Sie erzählt, dass ihr Onkel Lord Westerby und sein Sekretär Peter Marlow sich mit der Schmugglerorganisation eingelassen haben und für einige Verbrechen verantwortlich sind. Zudem ist sie davon überzeugt, dass ihr Onkel der berüchtigte Curzon ist.
Zwei Tage später veranstalten die Temples auf der Yacht von Miss Maxwell eine Cocktailparty, bei der neben der Polizei alle in der Affäre verwickelten Personen anwesend sind. Dort wird Tom Doyle als Curzon enttarnt. Bei einem Fluchtversuch werden er, Westerby und Marlow schwer verletzt.
Steve wundert sich, warum Doyle, der ja beide Jungen bei sich hatte, Philip Baxter nicht damit unter Druck setzte. Von Paul hört sie, dass Doyle nicht wusste, dass Baxter die Diamanten besaß, da dieser sich ja an Westerby wandte, weil er seinerseits den Lord für Curzon hielt.

## Besetzung
- René Deltgen: Paul Temple
- Elisabeth Scherer: Steve, seine Frau
- Kurt Lieck: Sir Graham Forbes
- Herbert Hennies: Charlie, Diener der Temples
- Kurt Faber: Inspektor Morgan
- Kaspar Brüninghaus: Tom Doyle
- Heinz von Cleve: Lord Westerby
- Sigrun Höhler: Diana Maxwell, seine Nichte
- Peter René Körner: Peter Marlow, sein Sekretär
- Hermann Pfeiffer: Dr. Lawrence Stuart
- Rudolf Therkatz: Carl Walters
- Bernd M. Bausch: Inspektor Vosper
- Frank Barufski: Lou Kenzell
- Karl Brückel: Philip Baxter
- Ludwig Thiesen: Michael Baxter, sein Sohn
- Peter Mathias: John Draper
- Alf Marholm: Major Browning
- Maja Scholz: Doris White
- Alwin Joachim Meyer: Sergeant Dawson
- Hans Fuchs: Sergeant Brook
- Harry Grüneke: Pierre
- Leopold Reinecke: Telefonbeamter
- Franz Schneider u. v. a.
- Deutsch von Hildegard Semmelroth
- Musik: Hans Jönsson
- Regie: Eduard Hermann

## Veröffentlichungen
- Hörspiel: Paul Temple und der Fall Curzon ist beim Hörverlag auf CD und MC erschienen. ISBN 3-89940-202-2.
- Roman: Francis Durbridge: Paul Temple und der Curzon-Fall, ungekürzt – neu übersetzt, Williams & Whiting, Hurspierpoint 2025, 220 Seiten (=Durbridge-Edition Nr. 36), ISBN 978-1-915887-99-3.